# 糙節龍屬
糙節龍屬（學名：Dystrophaeus）是蜥腳下目恐龍的一屬，牠們的化石發現於美國猶他州的莫里遜組，地質年代為晚侏羅紀的啟莫里階早期，約1億5480萬年前。。糙節龍可能屬於梁龍科。
模式種是D. viaemalae，是由愛德華·德林克·科普在1877年所描述、命名。屬名在古希臘文意為「粗糙的關節」，意指關節表面的小凹處，生前應為軟骨的附著處。種名在拉丁文意為「不好道路的」，意指化石發現處難以到達。正模標本（編號USNM 2364）是一個尺骨、76公分長的肱骨、肩胛骨、部分橈骨、以及一些掌骨，是在1859年由 John Strong Newberry所發現。莫里遜組的糙節龍化石，發現於第1地層帶。另一個發於牛津階到卡洛維階地層的化石，可能也屬於糙節龍。糙節龍是最早被發現的北美洲蜥腳類恐龍之一。最早的是星牙龍的一些牙齒化石，發現於1855年。
糙節龍有非常曲折的分類歷史。科普在1877年命名糙節龍時，提出牠們是某種三疊紀恐龍。在1882年，亨利·埃米爾·瑟維吉發現糙節龍是種蜥腳類恐龍，蹦將其歸類於載域龍科。在1895年，奧塞內爾·查利斯·馬什提出不同意見，將糙節龍歸類於劍龍科。在1904年，弗雷德里克·馮·休尼（Friedrich von Huene）首次提出糙節龍是種侏羅紀恐龍，並認為糙節龍是種草食性獸腳亞目恐龍，同時建立糙節龍科（Dystrophaeidae）以包含糙節龍屬。在1908年，馮·休尼修正他的錯誤，將糙節龍改歸類於蜥腳下目的鯨龍科；之後在1927年改歸類於鯨龍科的央齒龍亞科（Cardiodontinae）。在1966年，阿爾弗雷德·羅默提出不同的分類法，將糙節龍歸類於腕龍科的鯨龍亞科（Cetiosaurinae）。
根據大衛·吉列在1996年的研究，糙節龍被歸類於梁龍科。目前大部分研究人員，認為糙節龍的化石過少，是個疑名。

## 外部連結
- https://web.archive.org/web/20070608033827/http://simonkrauter.ntux.at/newdinorama/dinos/d/dystrophaeus/daten.htm
- http://web.me.com/dinoruss/de_4/5a6cb39.htm （页面存档备份，存于）
- Dystrophaeus （页面存档备份，存于） DinoData.org